# Jordi Alcobé Font
Jordi Alcobé Font (Canillo, Principado de Andorra, 15 de junio de 1974) es un político, economista y consultor andorrano. 
Es Licenciado en Economía por la Universidad de Toulouse I Capitole, obtuvo un máster en Administración de Empresas por la Escuela Superior de Administración y Dirección de Empresas ("ESADE") de Barcelona e hizo un Postgrado en Derecho Andorrano por la Universidad de Andorra (UDA), situada en la parroquia de San Julián de Loria.
Políticamente es miembro del partido Demócratas por Andorra.
El 13 de mayo de 2011 fue nombrado por el presidente del Gobierno de Andorra, Antoni Martí Petit ministro de Economía y Territorio.
Desde el 1 de abril de 2015 es el nuevo ministro de Administración Pública, Transportes y Telecomunicaciones.
Además como miembro del gobierno, ejerce de diputado dentro del Consejo General de Andorra ("Parlamento Nacional").